# Academia Nacional de Desenho
National Academy of Design (Academia Nacional de Desenho) é uma academia artística dos Estados Unidos da América, reunindo os membros com maior destaque nesta área. A instituição, além da congregação honorífica de seus membros, possui um museu e uma escola de artes plásticas.

## História e descrição

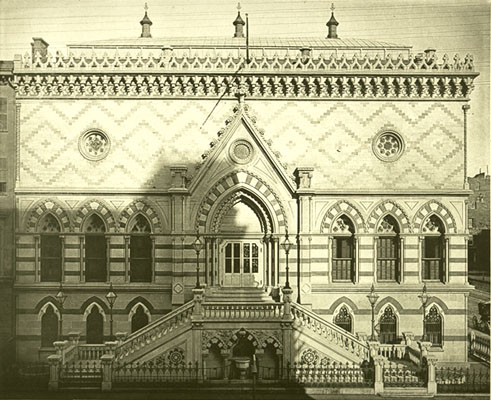
Sede da Academia Nacional entre 1863-65.

A National Academy (Academia Nacional), como é conhecida, foi fundada em 1825 por Samuel F. B. Morse, Asher B. Durand, Thomas Cole, e outros para "a promoção das belas artes na América pela instrução e exibição".
A sede da Academia possui uma coleção pública de mais de quinhentos trabalhos dos séculos XIX e XX de pintores e representantes da arte norte-americana.
Possuiu diversas sedes, ao longo dos anos. A mais notável delas foi a construção, durante 1863-65, em estilo neo-gótico, baseada no Palácio do Doge de Veneza. Desde 1942 a Academia ocupa uma mansão que foi a residência da escultora Anna Hyatt Huntington e Archer Milton Huntington na esquina da Fifth Avenue com Eighty-ninth Street.

## Escola de artes
A escola oferece um estúdio de aprendizado, classes para aprendizado superior, análise crítica, diversos workshops e exposições. Disponibiliza bolsas de estudo. Dentre seus ex-alunos cita-se Frank H. Netter e Carl Burgos. 

## Membros
Os membros da Academia podem assinar com as iniciais "N. A." (de National Academy), e uma pessoa não pode solicitar seu ingresso. Dentre seus membros mais conhecidos estão:
| - Tore Asplund - Jake Berthot - Edwin Blashfield - Lee Bontecou - Vija Celmins - William Merritt Chase - Frederic Edwin Church - Chuck Close - Charles Harold Davis - Thomas Eakins - Lydia Field Emmet - Helen Frankenthaler - Daniel Chester French - Frank Gehry - Arthur Hill Gilbert - Red Grooms - Armin Hansen - Edward Lamson Henry - Jasper Johns | - Charles Keck - Ellsworth Kelly - Emanuel Leutze - Sol Lewitt - Maya Lin - Evelyn Beatrice Longman - Frederick William Macmonnies - Brice Marden - Knox Martin - Jervis McEntee - Gari Melchers - Henry Siddons Mowbray - Victor Nehlig - Tom Otterness - William Page - Philip Pearlstein - William Lamb Picknell - Alexander Phimister Proctor - Robert Rauschenberg | - Dorothea Rockburne - Robert Ryman - Augustus Saint-Gaudens - Richard Serra - Nancy Spero - T. C. Steele - Frank Stella - Arthur Fitzwilliam Tait - Henry Ossawa Tanner - Louis Comfort Tiffany - John Trumbull - Cy Twombly - Calvert Vaux - Robert Vonnoh - John Quincy Adams Ward - Stow Wengenroth - Milford Zornes |